# Apospasta nigerrima
Apospasta nigerrima là một loài bướm đêm trong họ Noctuidae.